# Győrszemere
Győrszemere es un pueblo húngaro perteneciente al distrito de Tét en el condado de Győr-Moson-Sopron, con una población en 2013 de 3297 habitantes.
Se conoce su existencia desde el siglo XIII. Probablemente debe su nombre a los Szemere, una familia noble que fue uno de sus primeros propietarios en la Edad Media. La localidad original fue destruida durante los ataques turcos a Viena y el pueblo actual fue refundado en 1898.
Se ubica sobre la carretera 83 que une Győr con Pápa.